# Kristian Nushi
Kristian Nushi (Klina, RFS Yugoslavia, 21 de julio de 1982) es un futbolista albano-kosovar y naturalizado suizo. Juega en la Selección de fútbol de Kosovo.Ocupa la posición de mediocampista en su actual equipo F. C. St. Gallen de la Super Liga Suiza.

## Carrera
Kristian Nushi debutó en el FC Wil en 2003, con el que descendió de la Super Liga Suiza en su segunda temporada. En 2007 pasó a jugar con el FC Aarau y en 2009 con el FC St. Gallen, todos ellos en la primera división helvética.

## Selección
En 2007 debutó con la Selección de fútbol de Kosovo en partidos no reconocidos por la FIFA, siendo el primer goleador de la selección. El 5 de marzo de 2014 tomó parte en el primer partido oficial de su selección frente a Haití.

## Clubes
| Club             | País  | Año       |
| ---------------- | ----- | --------- |
| FC Wil           | Suiza | 2003-2007 |
| FC Aarau         | Suiza | 2007-2009 |
| F. C. St. Gallen | Suiza | 2009-     |

## Palmarés

### Campeonatos nacionales
| Título        | Club   | País  | Año  |
| ------------- | ------ | ----- | ---- |
| Copa de Suiza | FC Wil | Suiza | 2004 |